# トレイシー (軍事施設)

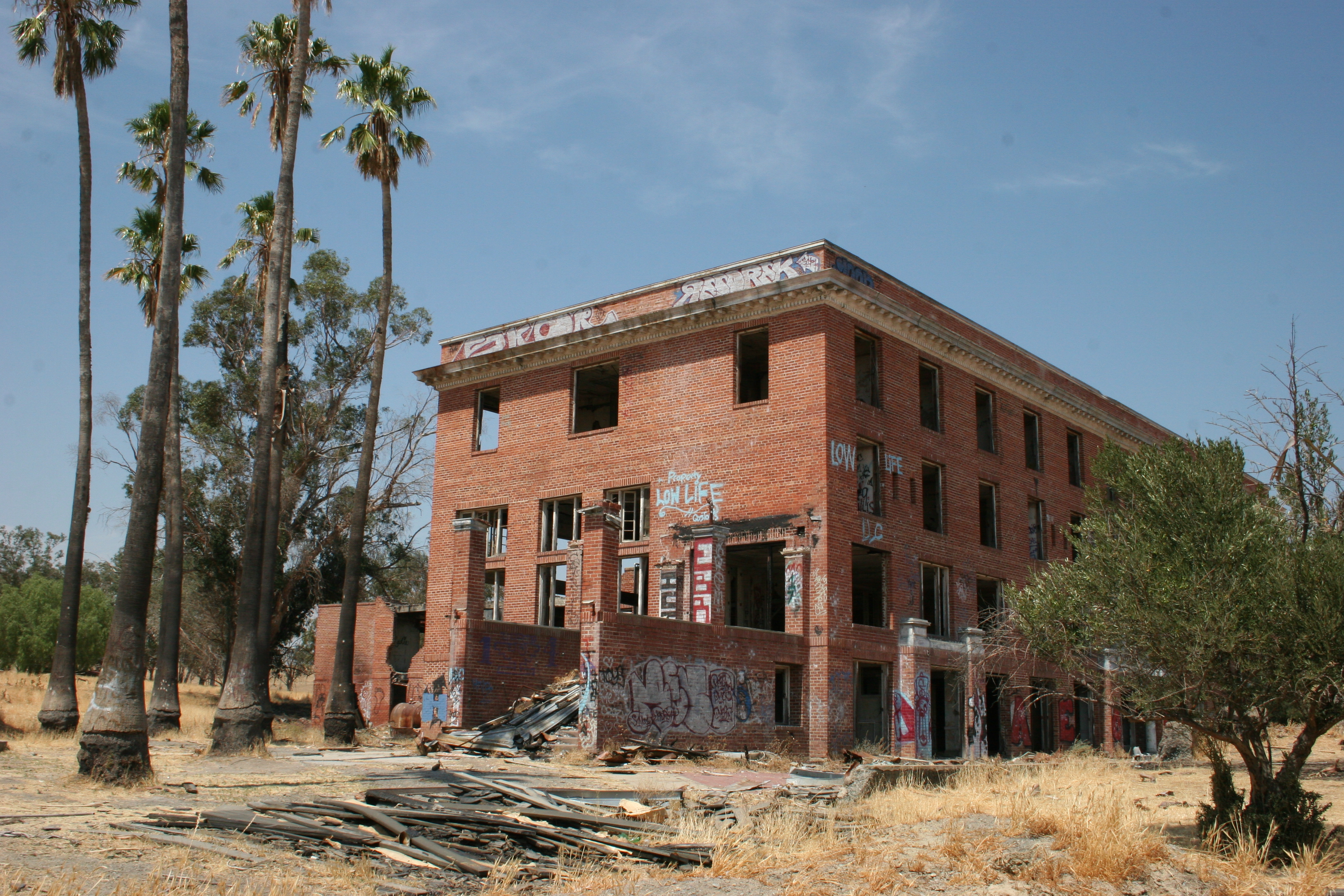
秘密尋門所跡

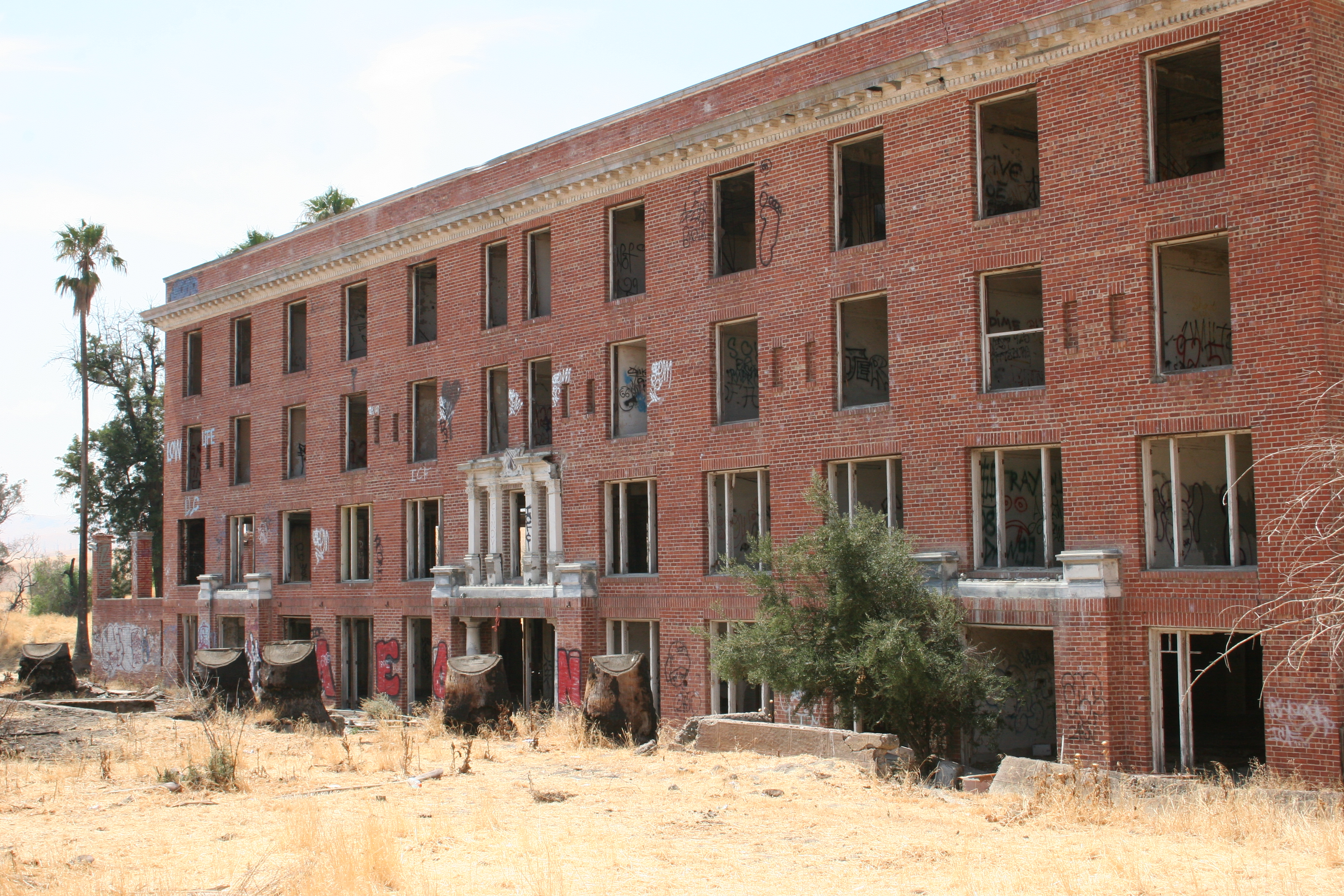
秘密尋門所跡

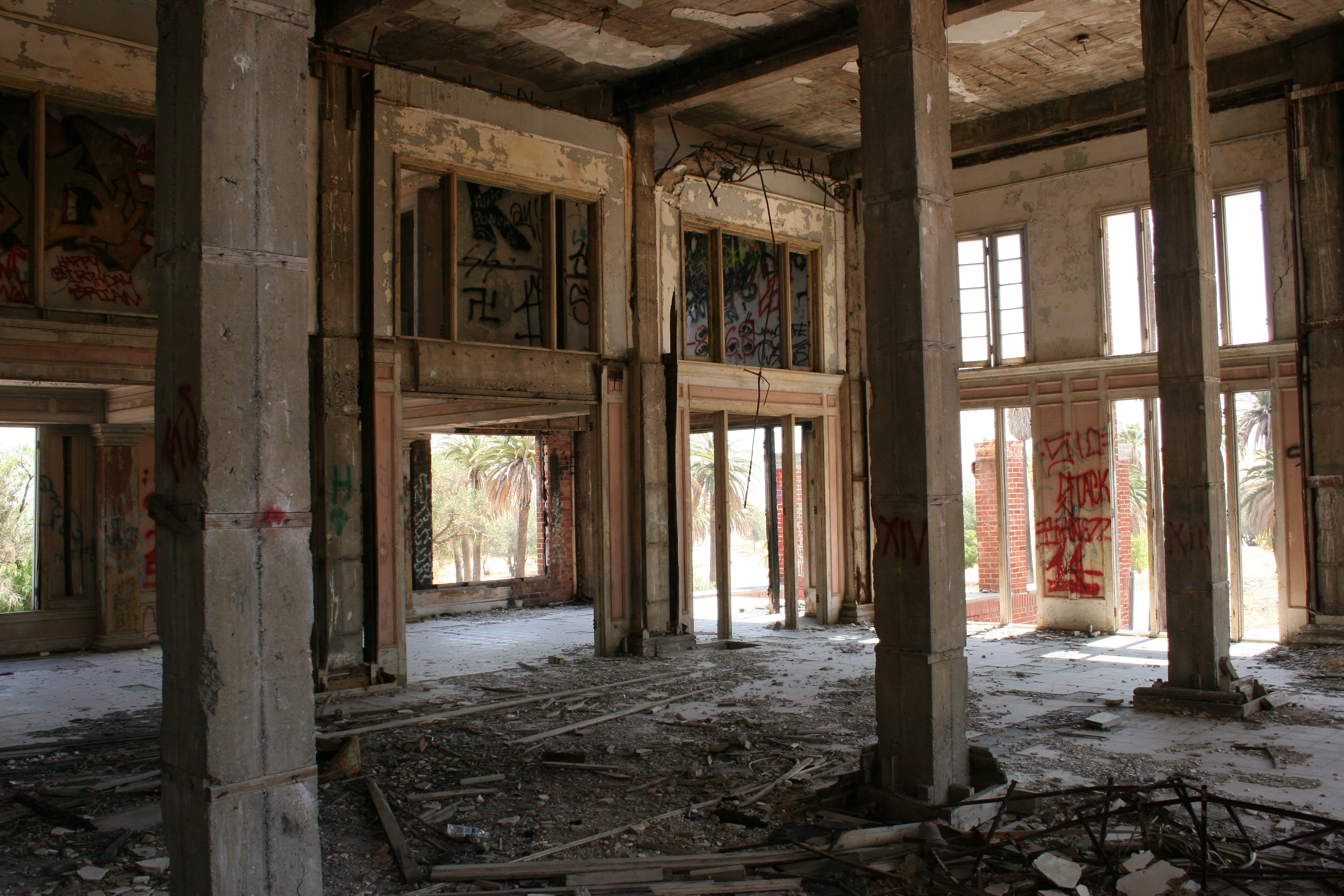
秘密尋門所跡

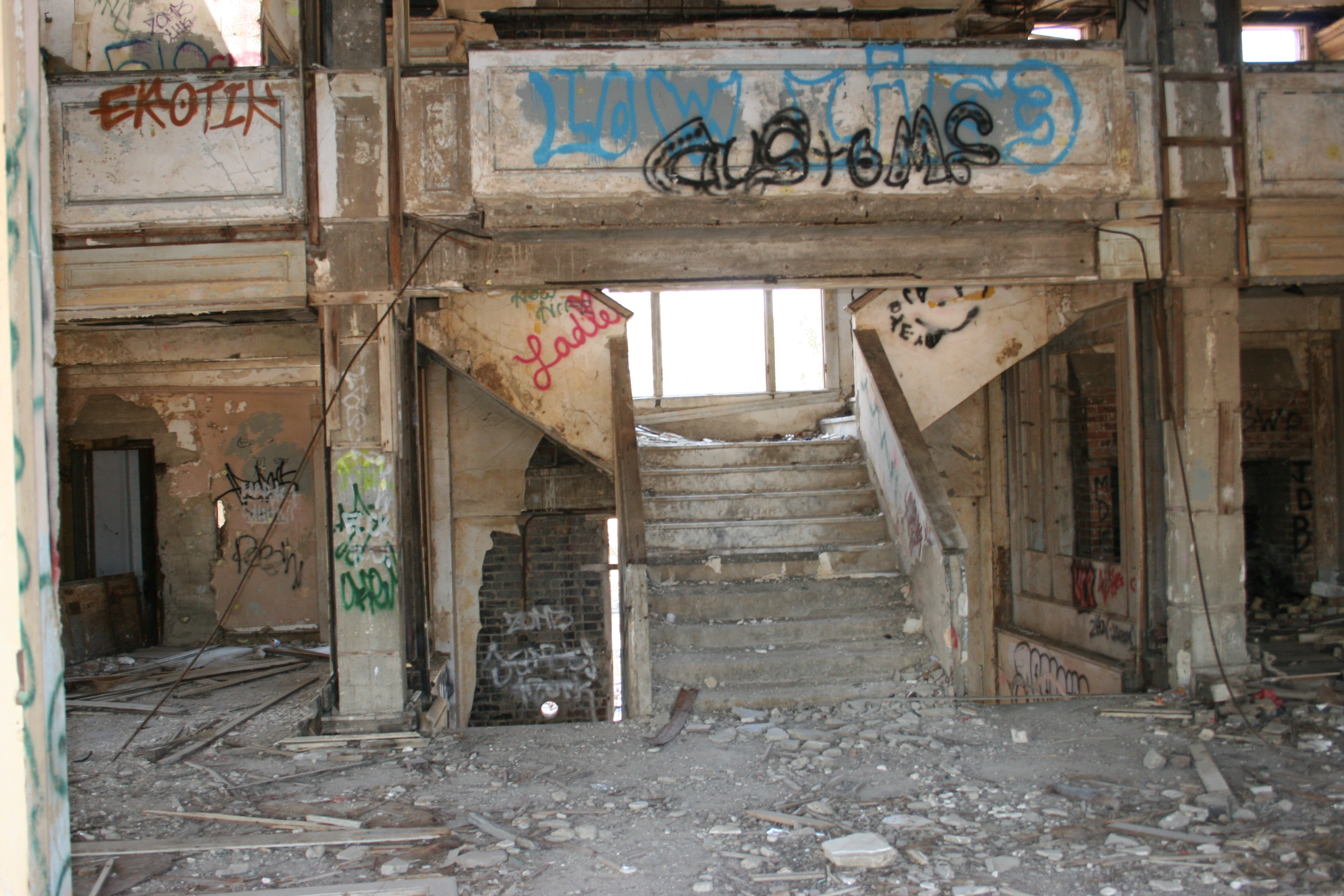
秘密尋門所跡

トレイシー（Tracy）は、太平洋戦争期間中にアメリカ陸軍・アメリカ海軍が極秘に設けた日本軍捕虜専用の秘密尋門所である。

## 概要
1942年12月より1945年7月までの間、カリフォルニア州サンフランシスコ北東部に約100キロにあるバイロン・ホットスプリングズという廃れた保養地に設けられていた。アメリカ本土に抑留された日本軍捕虜のうち、約2341人がここに虜囚として送られた。ここでは捕虜に対しての「盗聴」というイギリスから得た手法が初めて導入され、その後の極東国際軍事裁判で起訴された戦犯に対しても利用された。またここで得た昭和天皇などに関する情報は、戦後の日本占領政策に大いに活かされた。ジュネーブ条約に違反する行為であったために、2000年代に入るまで存在が秘匿されていた。

## 設立経緯
イギリスが対独戦を通じて編み出した陸海軍合同の戦争捕虜の秘密尋問センターに範を取っている。アメリカの第二次世界大戦への参戦が時間の問題となった1941年6月、アメリカ海軍省情報局所属のラルク・アルブライト少佐がイギリスの秘密機関「MI19」を視察。戦争捕虜から情報を収集するには捕獲した現地よりも、設備とノウハウを備えた尋問官の整った施設でのみ正確な情報が得られるとの結論に達した。フランク・ノックス海軍長官からヘンリー・スチムソン陸軍長官に設立の提言がなされ、海軍省情報局ジョン・ジェルダッファー中佐を中心とした実務者レベルの検討会議がスタートし、1942年5月6日に合同尋問センター設立の陸海軍合同国家プロジェクトが決められ、5月15日に陸軍省によって対日捕虜秘密尋問センターをカリフォルニア州バイロン・ホットスプリング（バイロン温泉）に、対独・伊捕虜秘密尋問センターをバージニア州フォート・ハントに設置することが決定された。